# Línguas himalaias ocidentais
A línguas himalaias-ocidentais, também chamadas  Almora ou Kanaíricas, formam uma sub-família das línguas tibeto-burmesas centrada na língua kanauri.
As línguas dessa classificação são Pattani (Manchad), Tinan, Gahri (Bunan), Kanashi, Kinnauri, Rangpo, Darma, Byangsi Rangkas (extinta início séc XX) faladas em Himachal Pradesh ao longo da fronteira com o Nepal. Uma dessas línguas Himalaia Oeste, a Zhangzhung, idioma sagrado da Bon-Pa, for a falada no norte dos himalaias, no oeste do Tibete, antes de ser substituída pela língua tibetana. Dependendo do que se considera ou não um dialeto, outras línguas podem ser incluídas nesse grupo, tal como a Sunam.